# Лазірківська волость
Лазірківська волость — адміністративно-територіальна одиниця Лубенського повіту Полтавської губернії з центром у село Лазірки.
Старшинами волості були:
- 1900 року козак Стефан Григорович Бондаренко[1];
- 1904 року козак Пантелеймон Іванович Ніколаєнко[2];
- 1913—1915 роках Прохір Семенович Буркацький[3],[4].